# Pseuderannis incana
Pseuderannis incana är en fjärilsart som beskrevs av Inoue 1955. Pseuderannis incana ingår i släktet Pseuderannis och familjen mätare. Inga underarter finns listade i Catalogue of Life.